# Украина на «Евровидении-2018»
Украина приняла участие в конкурсе песни Евровидение 2018 в Лиссабоне. Как и в прошлом году телеканалы UA:Перший и СТБ провели национальный отбор совместно. 24 февраля стало известно, что Украину на Евровидении 2018 представит Melovin с песней «Under the Ladder».

## Национальный отбор

### Формат
10 октября украинские телеканалы UA:Перший и СТБ объявили, что совместно проведут национальный отбор на Евровидение 2018. Заявки принимались с 1 сентября 2017 года по 15 января 2018 года. К участию в отборе допускались исполнители, которым исполнилось 16 лет и которые имели все имущественные права на песню (слова и музыку) и соответствовали условиям конкурса песни Евровидение 2017. Кастинги проводились в октябре-ноябре в Киеве, Запорожье, Одессе, Харькове, Львове и Днепре.
Национальный отбор состоял из трех шоу. Два полуфинала прошли 10 и 17 февраля 2018 года. Из каждого полуфинала в финал вышли по три лучших по мнению жюри и телезрителей участника. Финал состоялся 24 февраля 2018 года. Все шоу транслировались из Дворца культуры НТУУ «КПИ» в Киеве.
Музыкальным продюсером Национального отбора «Евровидение-2018» вместо Константина Меладзе стал украинский композитор Руслан Квинта.
Члены жюри национального отбора на Евровидение 2018:
- Евгений Филатов — композитор, основатель группы The Maneken, саунд-продюсер групп ONUKA и The Elephants;
- Джамала — украинская певица, победитель конкурса песни Евровидения 2016, которое проводилось в Стокгольме, Швеция;
- Андрей Данилко — украинский певец, известный под псевдонимом Верка Сердючка, представитель Украины на конкурсе песни Евровидение 2007 в Хельсинки, Финляндия, где занял 2 место с песней «Dancing Lasha Tumbai».

Ведущим национального отбора снова стал Сергей Притула.
16 января был опубликован список участников отбора. 19 января состоялась жеребьевка участников на полуфиналы и определение порядковых номеров.
| Полуфиналисты   | Полуфиналисты          | Полуфиналисты             | Полуфиналисты          | Полуфиналисты                                                     |               |                  |                     |            |                                                             |
| Исполнитель     | Песня                  | Перевод                   | Язык                   | Авторы                                                            |               |                  |                     |            |                                                             |
| --------------- | ---------------------- | ------------------------- | ---------------------- | ----------------------------------------------------------------- | ------------- | ---------------- | ------------------- | ---------- | ----------------------------------------------------------- |
| Исполнитель     | Песня                  | Перевод                   | Язык                   | Авторы                                                            | Сергей Бабкин | «Крізь твої очі» | «Сквозь твои глаза» | Украинский | Сергей Бабкин, Евгений Филатов, Ефим Чупахин, Антон Малышев |
| СONSTANTIN      | «Місто»                | «Город»                   | Украинский             | Константин Дмитриев, Ульяна Кушик                                 |               |                  |                     |            |                                                             |
| Kozak System    | «Мамай»                | «Мамай»                   | Украинский             | Николай Бровченко                                                 |               |                  |                     |            |                                                             |
| The ВЙО         | «Нґанґа»               | «Нганга»                  | Украинский, английский |                                                                   |               |                  |                     |            |                                                             |
| Julinoza        | «Хто я?»               | «Кто я?»                  | Украинский, английский | Юлия Запорожец                                                    |               |                  |                     |            |                                                             |
| Dilemma         | «На паті»              | «На пати»                 | Украинский             | Евгений Бардаченко, Назарий Герасимчук                            |               |                  |                     |            |                                                             |
| KAZKA           | «Дива»                 | «Чудеса»                  | Украинский             | Сергей Ермолаев, Андрей Игнатченко, Сергей Локшин                 |               |                  |                     |            |                                                             |
| Yurcash         | «Stop Killing Love»    | «Прекрати убивать любовь» | Английский             | Юрий Юрченко                                                      |               |                  |                     |            |                                                             |
| Mountain Breeze | «I See You»            | «Я вижу тебя»             | Английский             | Александр Беляк                                                   |               |                  |                     |            |                                                             |
| Ingret Kostenko | «Save My Planet»       | «Сохранить мою планету»   | Английский             | Ingret Kostenko, Potap                                            |               |                  |                     |            |                                                             |
| Vilna           | «Forest Song»          | «Лесная песня»            | Английский             | Ирина Василенко, Никита Рева, Юрий Водолажский                    |               |                  |                     |            |                                                             |
| LAUD            | «Waiting»              | «Ожидание»                | Английский             | Влад Каращук, Роман Череной, Катя Роговая                         |               |                  |                     |            |                                                             |
| TAYANNA         | «Леля»                 | «Леля»                    | Украинский             | Татьяна Решетняк                                                  |               |                  |                     |            |                                                             |
| KADNAY          | «Beat Of The Universe» | «Пульс Вселенной»         | Английский             | Дмитрий Каднай, Филипп Коляденко                                  |               |                  |                     |            |                                                             |
| Pur:Pur         | «Fire»                 | «Огонь»                   | Английский             | Наталья Смирина                                                   |               |                  |                     |            |                                                             |
| MELOVIN         | «Under the Ladder»     | «Под лестницей»           | Английский             | Mike Ryals, Константин Бочаров, Антон Карский                     |               |                  |                     |            |                                                             |
| ILLARIA         | «Cила»                 | «Cила»                    | Украинский, английский | Екатерина Прищепа                                                 |               |                  |                     |            |                                                             |
| The Erised      | «Heroes»               | «Герои»                   | Английский             | Даниил Марин, Соня Сухорукова, Александр Люлякин, Игорь Кириленко |               |                  |                     |            |                                                             |

### Первый полуфинал
Первый полуфинал национального отбора состоялся 10 февраля 2018 года. Специальными гостями полуфинала стали представители Украины на Евровидении 2017 группа O.Torvald и представитель Чехии на Евровидении 2018 Миколас Йозеф. По итогам первого полуфинала в финал прошли LAUD, Vilna и The Erised.
| № | Исполнитель   | Песня            | Баллы      | Баллы      | Баллы | Баллы | Место |
| № | Исполнитель   | Песня            | Зрители, % | Зрители, % | Жюри  | Всего | Место |
| - | ------------- | ---------------- | ---------- | ---------- | ----- | ----- | ----- |
| 1 | СONSTANTIN    | «Місто»          | 2          | 5,05 %     | 7     | 9     | 6     |
| 2 | Сергей Бабкин | «Крізь твої очі» | 4          | 8,99 %     | 8     | 12    | 4     |
| 3 | LAUD          | «Waiting»        | 7          | 14,84 %    | 9     | 16    | 1     |
| 4 | KAZKA         | «Дива»           | 5          | 11,42 %    | 4     | 9     | 7     |
| 5 | The ВЙО       | «Нґанґа»         | 1          | 4,35 %     | 2     | 3     | 9     |
| 6 | Kozak System  | «Mamai»          | 3          | 8,3 %      | 1     | 4     | 8     |
| 7 | Vilna         | «Forest Song»    | 9          | 17,66 %    | 3     | 12    | 3     |
| 8 | Pur:Pur       | «Fire»           | 6          | 11,91 %    | 6     | 12    | 5     |
| 9 | The Erised    | «Heroes»         | 8          | 17,49 %    | 5     | 13    | 2     |

### Второй полуфинал
Второй полуфинал национального отбора состоялся 17 февраля 2018 года. Специальными гостями полуфинала стали представитель Франции на Евровидении 2018 дуэт Madame Monsieur. По итогам второго полуфинала в финал прошли MELOVIN, TAYANNA и KADNAY.
| № | Исполнитель     | Песня                  | Баллы      | Баллы      | Баллы | Баллы | Место |
| № | Исполнитель     | Песня                  | Зрители, % | Зрители, % | Жюри  | Всего | Место |
| - | --------------- | ---------------------- | ---------- | ---------- | ----- | ----- | ----- |
| 1 | Ingret Kostenko | «Save My Planet»       | 3          | 6,96 %     | 2     | 5     | 8     |
| 2 | MELOVIN         | «Under the Ladder»     | 9          | 25,49 %    | 8     | 17    | 1     |
| 3 | Julinoza        | «Хто я?»               | 1          | 4,7 %      | 4     | 5     | 7     |
| 4 | TAYANNA         | «Леля»                 | 7          | 13,23 %    | 9     | 16    | 2     |
| 5 | KADNAY          | «Beat Of The Universe» | 8          | 15,4 %     | 7     | 15    | 3     |
| 6 | Yurcash         | «Stop Killing Love»    | 5          | 9,29 %     | 3     | 8     | 6     |
| 7 | Mountain Breeze | «I See You»            | 6          | 10,69 %    | 6     | 12    | 4     |
| 8 | ILLARIA         | «Cила»                 | 4          | 7,78 %     | 5     | 9     | 5     |
| 9 | Dilemma         | «На паті»              | 2          | 6,47 %     | 1     | 3     | 9     |

### Финал
Финал национального отбора состоялся 24 февраля 2018 года. По итогам финала Украину на Евровидении 2018 представит Melovin с песней «Under the Ladder».
| № | Исполнитель | Песня                  | Баллы      | Баллы      | Баллы | Баллы | Место |
| № | Исполнитель | Песня                  | Зрители, % | Зрители, % | Жюри  | Всего | Место |
| - | ----------- | ---------------------- | ---------- | ---------- | ----- | ----- | ----- |
| 1 | KADNAY      | «Beat Of The Universe» | 5          | 18,61 %    | 3     | 8     | 3     |
| 2 | TAYANNA     | «Леля»                 | 4          | 16,62 %    | 6     | 10    | 2     |
| 3 | The Erised  | «Heroes»               | 1          | 6,48 %     | 2     | 3     | 6     |
| 4 | LAUD        | «Waiting»              | 2          | 11,56 %    | 4     | 6     | 4     |
| 5 | Vilna       | «Forest Song»          | 3          | 12,92 %    | 1     | 4     | 5     |
| 6 | MELOVIN     | «Under the Ladder»     | 6          | 33,81 %    | 5     | 11    | 1     |

## Выступление на конкурсе
29 января 2018 года в Лиссабоне состоялась жеребьевка стран-участниц Евровидения 2018 на полуфиналы, в ходе которой стало известно, что Украина будет выступать во второй половине второго полуфинала 10 мая.